# Mijuki Izumiová
Mijuki Izumiová (japonsky 泉 美幸, * 31. května 1975 Tokio) je bývalá japonská fotbalistka.

## Reprezentační kariéra
Za japonskou reprezentaci v roce 1996 odehrála 5 reprezentačních utkání. Byla členkou japonské reprezentace i na Letních olympijských hrách 1996.

## Statistiky
| Japonsko | Japonsko | Japonsko |
| Roky     | Záp.     | Góly     |
| -------- | -------- | -------- |
| 1996     | 5        | 0        |
| Celkem   | 5        | 0        |